# Kurichi
Kurichi är en stad i den indiska delstaten Tamil Nadu, och tillhör distriktet Coimbatore. Den är en förort till Coimbatore, och folkmängden uppgick till 123 667 invånare vid folkräkningen 2011.